# Чакали
За селото в Област Габрово вижте Чакалите
Чакали е село в Северна България. То се намира в община Елена, област Велико Търново.

## География
Село Чакали се намира на около километър южно от село Марян и на 4 километра северно от село Костел. Разположено е на равно място между реките Бързица (Костелска) и притока ѝ Леска. На десния бряг на Костелската река по посока на село Костел се намира махаличката Николчевци, която влиза в състава на селото. В северния му край е присъединената през 1953 г. към селото махала Саровци.

## Обществени институции
Читалище „Светлина“ е основано на 26 октомври 1896 г.
В края на трийсетте години на двадесети век е открита прогимназия в с. Чакали – училище, преместено от съседното село Марян.

## Редовни събития
Сбора на селото е винаги на Петдесетница

## Личности
Мартин Димитров Саров – текстилен инженер, стопански и държавен деец, бил е първи зам. министър на леката промишленост.
Михаил Иванов Паликов – общественик.
Петър Карагяуров – общественик
Стефан Алексиев Николчев – общественик
Христо Тодоров Христов – учител, общественик